# Campionati europei di atletica leggera indoor 2017 - Getto del peso femminile

## Podio
| Pos.    | Atleta               | Nazionalità |
| ------- | -------------------- | ----------- |
| Oro     | Anita Márton         | Ungheria    |
| Argento | Radoslava Mavrodieva | Bulgaria    |
| Bronzo  | Julija Leancjuk      | Bielorussia |

## Record
| Record                | Record             | Record | Record                   | Record           |
| --------------------- | ------------------ | ------ | ------------------------ | ---------------- |
| Record del Mondo      | Helena Fibingerová | 22.50  | Jablonec, Cecoslovacchia | 19 febbraio 1977 |
| Record europeo        | Helena Fibingerová | 22.50  | Jablonec, Cecoslovacchia | 19 febbraio 1977 |
| Record dei campionati | Helena Fibingerová | 21.46  | San Sebastián, Spagna    | 13 marzo 1977    |

## Programma
| Data         | Ora   | Turno          |
| ------------ | ----- | -------------- |
| 3 marzo 2017 | 10:50 | Qualificazioni |
| 3 marzo 2017 | 17:35 | Finale         |

## Risultati

### Qualificazioni
Si qualifica alla finale chi lancia a 17.70m (Q) oppure i migliori otto.
| Posizione | Atleta                 | Nazione     | #1    | #2    | #3    | Risultato | Note                                     |
| --------- | ---------------------- | ----------- | ----- | ----- | ----- | --------- | ---------------------------------------- |
| 1         | Anita Márton           | Ungheria    | 17.66 | 17.67 | 18.44 | 18.44     | Q                                        |
| 2         | Alëna Dubickaja        | Bielorussia | 17.38 | 18.13 |       | 18.13     | Q                                        |
| 3         | Claudine Vita          | Germania    | 16.16 | 17.83 |       | 17.83     | Q                                        |
| 4         | Julija Leancjuk        | Bielorussia | 17.81 |       |       | 17.81     |                                          |
| 5         | Fanny Roos             | Svezia      | 17.44 | 17.69 | 17.76 | 17.76     | Q                                        |
| 6         | Jessica Cérival        | Francia     | x     | 17.24 | 17.76 | 17.76     | Q                                        |
| 7         | Radoslava Mavrodieva   | Bulgaria    | 17.33 | 17.47 | 17.70 | 17.70     | Q                                        |
| 8         | Paulina Guba           | Polonia     | x     | 17.30 | 17.62 | 17.62     | q                                        |
| 9         | Austra Skujytė         | Lituania    | 16.98 | 16.57 | 17.37 | 17.37     | Miglior prestazione personale stagionale |
| 10        | Rachel Wallader        | Regno Unito | 17.20 | 16.99 | 17.35 | 17.35     |                                          |
| 11        | Viktoryja Kolb         | Bielorussia | 16.99 | 17.22 | 16.87 | 17.22     |                                          |
| 12        | Melissa Boekelman      | Paesi Bassi | 17.19 | 17.02 | 16.97 | 17.19     |                                          |
| 13        | Emel Dereli            | Turchia     | 17.10 | 16.99 | 16.75 | 17.10     |                                          |
| 14        | Alina Kenzel           | Germania    | 16.97 | 16.86 | x     | 16.97     |                                          |
| 15        | Dimitriana Surdu       | Moldavia    | x     | 16.78 | x     | 16.78     |                                          |
| 16        | Kätlin Piirimäe        | Estonia     | 14.91 | 16.02 | 16.29 | 16.29     | SB                                       |
| 17        | Agnieszka Maluśkiewicz | Polonia     | 16.15 | x     | x     | 16.15     |                                          |
| 17        | Úrsula Ruiz            | Spagna      | x     | x     | 16.15 | 16.15     |                                          |
| 19        | Ol'ha Holodna          | Ucraina     | x     | 16.06 | x     | 16.06     |                                          |
| 20        | Giedrė Kupstytė        | Lituania    | x     | 15.34 | 16.00 | 16.00     |                                          |
| 21        | Lenuţa Burueana        | Romania     | 15.17 | x     | 15.45 | 15.45     |                                          |

### Finale
La finale è iniziata alle 17:35 di venerdì 3 marzo
.
| Posizione | Atleta               | Nazione     | #1    | #2    | #3    | #4    | #5    | #6    | Risultato | Note                                     |
| --------- | -------------------- | ----------- | ----- | ----- | ----- | ----- | ----- | ----- | --------- | ---------------------------------------- |
| 1         | Anita Márton         | Ungheria    | 18.67 | 18.96 | 19.24 | x     | 18.46 | 19.28 | 19.28     | Miglior prestazione mondiale stagionale  |
| 2         | Radoslava Mavrodieva | Bulgaria    | 17.96 | 17.82 | 18.36 | x     | 18.16 | 18.08 | 18.36     | Miglior prestazione personale            |
| 3         | Julija Leancjuk      | Bielorussia | 17.66 | 17.94 | 18.32 | 17.90 | 18.08 | 17.93 | 18.32     |                                          |
| 4         | Fanny Roos           | Svezia      | 17.54 | 17.88 | 18.13 | 17.57 | 17.71 | 17.73 | 18.13     | =                                        |
| 5         | Claudine Vita        | Germania    | 18.09 | 17.68 | 17.98 | 18.01 | 17.69 | 17.55 | 18.09     | Miglior prestazione personale            |
| 6         | Paulina Guba         | Polonia     | 17.55 | 17.85 | 18.00 | x     | x     | x     | 18.00     | Miglior prestazione personale stagionale |
| 7         | Alëna Dubickaja      | Bielorussia | x     | 17.85 | 17.76 | x     | 17.81 | x     | 17.85     |                                          |
| 8         | Jessica Cérival      | Francia     | 16.25 | 16.52 | 16.84 | x     | x     | x     | 16.84     |                                          |